# أدوات مشرفي محركات البحث جوجل
أدوات مشرفي محركات البحث جوجل (بالإنجليزية:Google Webmaster Tools) هي خدمة مجانية تقدمها جوجل، تعتبر من أهم خدماتها، تسمح لأصحاب المواقع بإضافة المواقع الخاصة بهم وتحسين الفهرسة ونشر المحتوي علي محرك بحث جوجل كوحدة التحكم البحث جوجل.
تسمح أدوات مشرفي المواقع بـ:
- ارسالة وفحص خريطة الموقع.
- إحصائيات كاملة عبر غوغلبوت.
- إحصائيات الوصلات الخارجية والداخلية للموقع.
- تحليل ملف الأخطاء robots.txt والذي يساعد علي معرفة الصفحات التي تم حظرها.
- التعرف على الكلمات التي يظهر بها الموقع في محرك البحث جوجل مع الترتيب الخاص بكل كلمة.
- امكانية تحديد موقع جغرافي (دولة) للموقع إذا كان يستهدف بلد معين، ولا يستلزم ان يكون النطاق خاص بهذة الدولة (على سبيل المثال يمكنك تحديد المملكة المتحدة ولا يستلزم ان يكون النطاق Co.Uk).
- الكشف عن اخطاء اكواد الاتش تي ام ال مثل الصفحات التي لا تحتوى على عنوان أو وصف.
- الاخطاء الخاصة بتصفح الموقع عن طريق الموبايل (مضافة حديثا).
- امكانية حذف بعض روابط الموقع من جوجل.
- امكانية إعادة فهرسة صفحة معينة.

## تاريخ
قامت Google بتجديد واجهة وأدوات وتقارير Search Console بالكامل في عملية امتدت لعدة سنوات من التغييرات والتعديلات:
- مايو 2015: قامت أدوات مشرفي المواقع من Google بتغيير اسمها من Google Webmaster Tools إلى Google Search Console.[3]
- في 1 أغسطس 2017 ، أعلنت Google عن إعادة تصميم وإطلاق الإصدار التجريبي من Search Console الجديد ، والذي كان مفتوحًا في البداية لمجموعة صغيرة من المستخدمين.[4]
- كانون الثاني (يناير) 2018: تم إطلاق واجهة Google Search Console الجديدة، بعد إعادة تصميم الأداة بالكامل.
- في 8 يناير 2018 ، تم فتح الإصدار التجريبي لجميع مستخدمي Search Console ، مع إضافة بعض الميزات الأكثر شيوعًا والحفاظ على الوصول للإصدار القديم.[5]
- في 4 سبتمبر 2018، أصبح Search Console الجديد (الإصدار التجريبي) إصدارًا عاملاً ، وبدأت عملية ترحيل من الإصدار القديم إلى الإصدار الجديد.[6]
- في 25 يناير 2019 ، تم تحديث المعلومات بالتغييرات الجديدة التي تم إجراؤها وتلك التي هي قيد الإعداد.[7]
- في 9 أيلول (سبتمبر) 2019 ، ودّعت Google إصدار Search Console القديم ، وأعادت توجيه صفحات لوحة التحكم والصفحة الرئيسية إلى الإصدار الجديد وأزالت التقارير القديمة.[8]

## وصلات خارجية
- ادوات مشرفي المواقع بالعربية الموقع الرسمي.
- "المدونة الرسمية لأدوات مشرفي محركات البحث جوجل". Webmaster Central Blog. Google. 16 فبراير 2010. مؤرشف من الأصل في 2013-10-30. اطلع عليه بتاريخ 2010-02-16.
- "منتدى المساعدة الرسمي لأدوات مشرفي محركات البحث جوجل". Webmaster Central Help Forum. Google. 16 فبراير 2010. مؤرشف من الأصل في 2012-01-27. اطلع عليه بتاريخ 2010-02-16.
- ما فائدة ملفات الروبوت robot.txt